# Štadión Tatran
Štadión Tatran je fotbalový stadion východoslovenského klubu 1. FC Tatran Prešov. Je to nejstarší fotbalový stadion na Slovensku, domácími příznivci přezdívaný „dedo“ (děda).

## Rekonstrukce
Roku 2009 byla provedena rekonstrukce stadionu za 5 milionů SKK a kapacita stadionu se snížila na 5 410 míst; všechna k sezení. 
Byl rovněž vybaven podle zákonných předpisů kamerovým systémem. Osvětlení stadionu je 1200 luxů.
Koncem ledna 2018 byly zahájeny bourací práce na stadionu, po nichž měla následovat výstavba nového stadionu. Zprovoznění nové arény bylo naplánováno na podzim roku 2019. Ale vzhledem k mnoha komplikacím se musela soutěž na zhotovitele třikrát opakovat. Stavět se začíná až v létě 2023. Zprovoznění je naplánováno na podzim roku 2024. V roce 2025 má stadion hostit Mistrovství Evropy do 21 let.